# Prússia Oriental
```
   |-
       | 
Erro:
:  
valor não especificado para "
continente
"
```

A Prússia Oriental (em alemão: Ostpreußen, em latim: Borussia orientalis) foi uma província do Reino da Prússia e seu território corresponderia ao extremo-leste do Império Alemão. A Prússia Oriental era banhada pelo mar Báltico.
O território que compunha a Prússia Oriental hoje está dividido entre Polônia, Lituânia e Rússia (Oblast de Kaliningrado).

## História

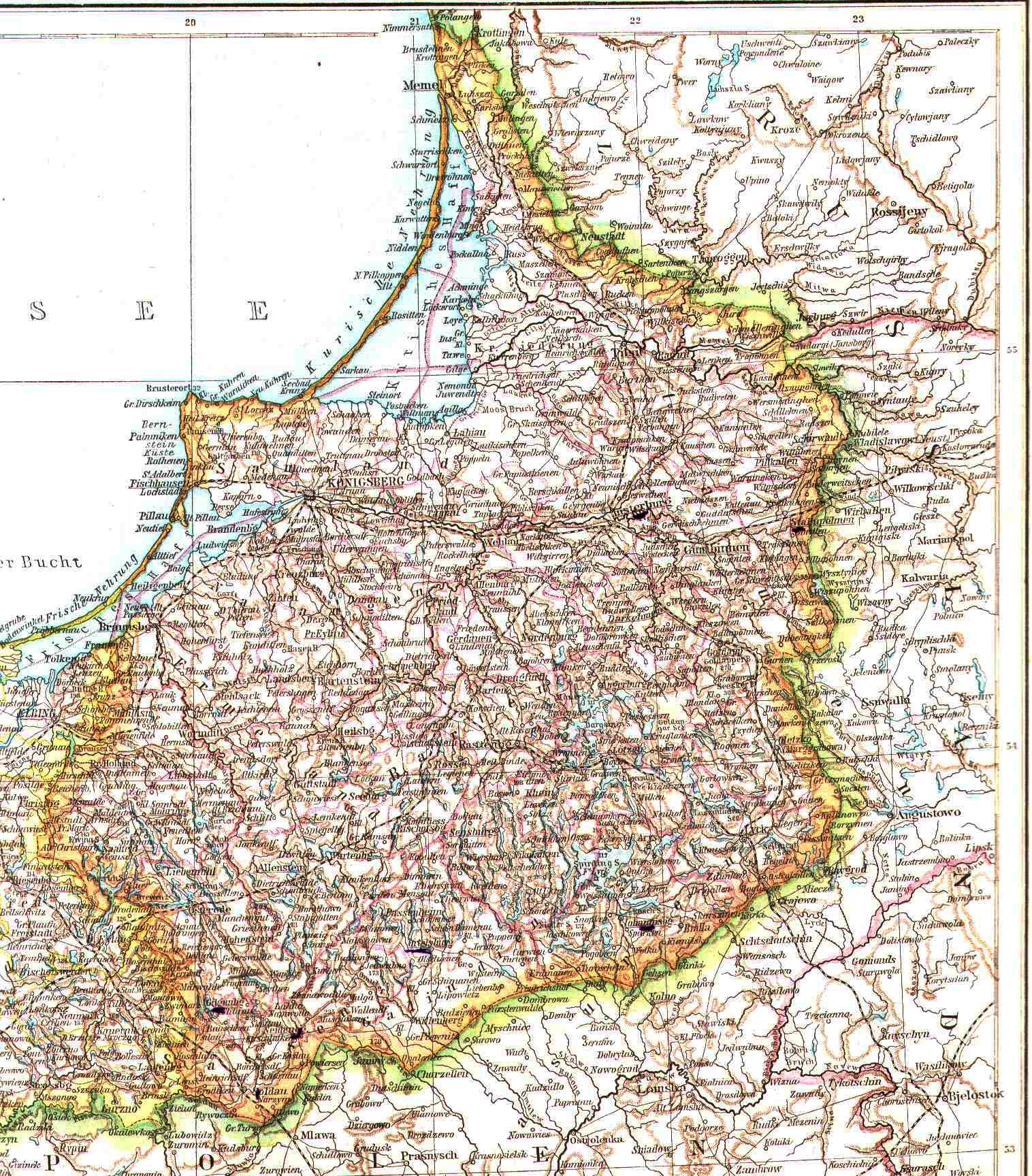
Prússia Oriental no século XIV

Foi nessa região que surgiu no século XIII o estado soberano da Ordem Teutônica, e que a partir do século XVII passou a governar grandes porções territoriais pertencentes ao Sacro Império Romano-Germânico. A partir de 1525, ela ficou conhecida como Ducado da Prússia, sob controle da Ordem Teutônica, em contrapartida à Prússia Real (esta, sob controle polonês). 
Com a fragmentação da Polônia, a Prússia Real foi anexada ao Reino da Prússia ligando o extremo-leste até Brandemburgo, no Sacro Império. 
Com a criação do Império Alemão em 1871, o Reino da Prússia tornou-se seu principal estado.
Após a Primeira Guerra Mundial, a Prússia Oriental, foi geograficamente separada do resto do território alemão por uma faixa de território polonês, o chamado corredor polonês.
Com a a derrota na Segunda Guerra Mundial, a Alemanha perdeu o território da Prússia Oriental, que ficou a oeste da linha Oder-Neisse, nova fronteira entre o Polônia e a Alemanha definida na Conferência de Potsdam. O território da Prússia Oriental foi dividido entre a atualmente Lituânia e Rússia.

Perdas territoriais da Alemanha entre 1919 e 1945. No extremo nordeste do mapa aparece a Prússia Oriental.
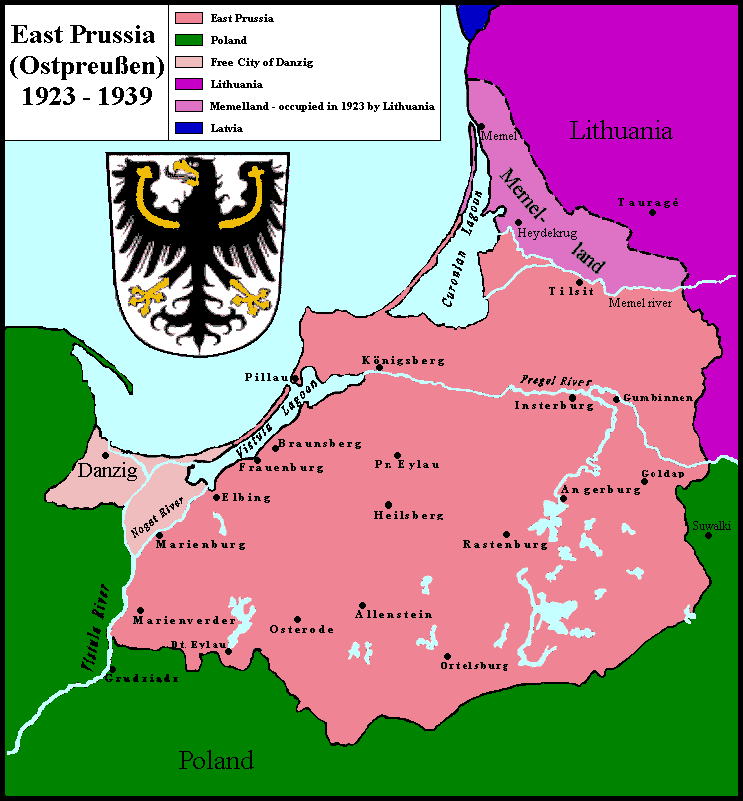
A Prússia Oriental entre 1923 e 1939, durante a República de Weimar

### Divisão depois de 1918

Línguas na Prússia Oriental, segundo o censo de 1905-06:

| Prussia Oriental | Área em 1910 (km²) | Compartilhamento de território | População em 1910 | Após a 1ª Guerra Mundial, parte de: | Notas       |
| Dado a:          | 37 002 km²         | 100%                           | 2 064 175         | Dividido entre:                     |             |
| ---------------- | ------------------ | ------------------------------ | ----------------- | ----------------------------------- | ----------- |
| Polônia          | 565 km²            | 2%                             | 2%                | Pomerânia (Soldauer Ländchen)       | [ Notas 1 ] |
| Lituânia         | 2 828 km²          | 8%                             | 7%                | Território de Memel                 |             |
| Prussia Oriental | 33 609 km²         | 90%                            | 91%               | Prussia Oriental                    |             |

## Desenvolvimento populacional
| Ano  | População |
| ---- | --------- |
| 1875 | 1 856 421 |
| 1880 | 1 933 936 |
| 1890 | 1 958 663 |
| 1900 | 1 996 626 |
| 1910 | 2 064 175 |
| 1925 | 2 256 349 |
| 1933 | 2 333 301 |
| 1939 | 2 488 122 |

## Línguas
Os principais idiomas da Prússia Oriental eram o alemão, o polonês e o lituano.